# 沈谧
沈谧（1501年5月27日—1553年9月6日），字静夫，号石山，又号石云。浙江嘉兴府秀水县人，明朝官员，藏书家。嘉靖八年（1529年）中进士，初授行人，累官至湖广布政司右参议。著有《石云家藏集》。

## 生平
弘治十四年五月十一日（1501年5月27日），沈谧出生于浙江嘉兴府秀水县的一个白身地主家庭。少年时，喜欢骑马游乐，曾因为马受惊而摔断了腿，被父亲锁起来不许出门，从此安心读书。后纳捐为监生，嘉靖七年（1528年）中戊子科顺天乡试，嘉靖八年（1529年）聯捷进士，初授行人司行人，不久升为刑科给事中，在任时天上曾掉下来一块大陨石，沈谧说这是皇帝失德造成的，上书将两千名自宫的男子赶出宫去。后历任山东佥事，江西佥事，嘉靖三十二年八月十八日（1553年9月6日）年病逝于家，死前二日被任命为湖广布政司右参议。

## 学术
沈谧爱好藏书，建有万卷书楼，藏书三间，是秀水长溪沈氏藏书的创始者。又研究心学，曾拜王守仁的弟子薛侃为师，并在家乡建有奉祀王守仁的书院。著有《石云家藏集》，已佚。

## 家庭
祖父沈度，父沈复，母贺氏，正室盛氏，继室盛氏，侧室潘氏。育有二子三女，长子沈启原，官至陕西按察司副使，也是有名的藏书家；次子沈启南，捐官为光禄寺署丞。

## 引用
1. ↑  《泌园集》卷33《明故湖广布政司右参议石云沈先生墓志铭》：“先生生弘治辛酉五月十一日。”
2. ↑  《泌园集》卷33《明故湖广布政司右参议石云沈先生墓志铭》：“数好驰马，一日马逸踬，东园翁因间谪之，遂折节为学。性颖异，儿时能日诵数百言，通其大旨，至是益攻苦锐志，学遂成。充邑庠生，赀为国子生，举顺天乡试，登己丑进士，授行人。”
3. ↑  《万历秀水县志·卷之六·人物志·贤达》：“选刑科给事中，星陨应变，极陈脩省感格之道，劾罢自宫男子二千余人。”
4. ↑  《泌园集》卷33《明故湖广布政司右参议石云沈先生墓志铭》：“乃出之为山东佥事……改授江西屯田佥事。”
5. ↑  《泌园集》卷33《明故湖广布政司右参议石云沈先生墓志铭》：“卒嘉靖癸丑八月十八日。”
6. ↑  《泌园集》卷33《明故湖广布政司右参议石云沈先生墓志铭》：“先生竟以在九江时暑淫阅兵，得之劳而强事，疾发遂笃。会上绩，抵家与东园翁见，阅月而卒。卒之前二日，报转参议云。”
7. ↑  《西园见闻录·卷之八·好学》：“旧有万卷书楼三楹，为石云公藏书处，至是所积滋多，复为楼贮之。”
8. ↑  《本朝分省人物考·卷之四十五·浙江嘉兴府二》：“初读阳明《传习录》有悟，即期执贽，因阳明征思田未遂，及闻讣，追悼不已。后拜中离薛子于京师。归而建书院于文（闻）湖，祀阳明，湖在秀水县北四十里。”
9. ↑  《千倾堂书目》卷23。
10. ↑  《泌园集》卷33《明故湖广布政司右参议石云沈先生墓志铭》：“度生复，复自称东园处士，石云先生父也。”
11. ↑  《泌园集》卷33《明故湖广布政司右参议石云沈先生墓志铭》：“母贺氏，封孺人；配盛氏，封孺人；继配盛氏，封孺人。子男二：启原，继孺人出，乡进士，娶礼部员外郎钱君萱女。启文（南），侧室潘氏出，娶乡进士王君爱女。女三，许嫁吴邦校、项国亨、盛朝纲。”
12. ↑  《快雪堂集》卷13《光禄寺署丞志棠沈公洎配王孺人合葬墓志铭》：“是时，公业息，意进取，乃入赀拜大官丞。”